# 彼得·考卡尔 (冰球运动员)
彼得·考卡尔（捷克語：Petr Koukal，1982年8月16日—），捷克男子冰球运动员，场上位置是前锋。他曾代表捷克国家队参加2018年冬季奥林匹克运动会冰球比赛，获得第四名。